# Loyce Speelman
Loyce Speelman (5 maart 2001) is een Nederlands voormalig voetbalster die uitkwam voor PEC Zwolle in de Eredivisie.

## Carrière
Speelman begon haar carrière bij CSV Apeldoorn waarna ze de overstap maakte naar de jeugdteams van PEC Zwolle. In haar eerste seizoen scheurde ze haar kruisband, waardoor ze anderhalf jaar lang geen wedstrijden kon voetballen. Ze tekende haar eerste contract voor PEC Zwolle op 6 mei 2021. Op 27 augustus 2021 maakte ze haar debuut in de uitwedstrijd tegen PSV.
In de zomer van 2023 maakte ze de overstap naar sc Heerenveen. In de voorbereiding op het seizoen 2023/24 liep Speelman voor de tweede keer in haar carrière een kruisbandblessure op. Hierdoor zou ze nooit een wedstrijd voor de Friezen spelen. Na veel overwegingen maakte ze op 10 april 2024 bekend een einde aan haar voetbalcarrière te hebben gemaakt.

### Carrièrestatistieken
| Seizoen         | Club            | Land            | Competitie         | Competitie | Competitie | Beker | Beker | Internationaal | Internationaal | Overig | Overig | Totaal | Totaal |
| Seizoen         | Club            | Land            | Competitie         | Wed.       | Dlp.       | Wed.  | Dlp.  | Wed.           | Dlp.           | Wed.   | Dlp.   | Wed.   | Dlp.   |
| --------------- | --------------- | --------------- | ------------------ | ---------- | ---------- | ----- | ----- | -------------- | -------------- | ------ | ------ | ------ | ------ |
| 2019/20         | PEC Zwolle      | Nederland       | Vrouwen Eredivisie | 0          | 0          | 0     | 0     | –              | –              | 0      | 0      | 0      | 0      |
| 2020/21         | PEC Zwolle      | Nederland       | Vrouwen Eredivisie | 0          | 0          | 0     | 0     | –              | –              | 0      | 0      | 0      | 0      |
| 2021/22         | PEC Zwolle      | Nederland       | Vrouwen Eredivisie | 17         | 0          | 2     | 2     | –              | –              | –      | –      | 19     | 2      |
| 2022/23         | PEC Zwolle      | Nederland       | Vrouwen Eredivisie | 9          | 2          | 1     | 0     | –              | –              | –      | –      | 10     | 2      |
| 2023/24         | sc Heerenveen   | Nederland       | Vrouwen Eredivisie | 0          | 0          | 0     | 0     | –              | –              | 0      | 0      | 0      | 0      |
| Carrière totaal | Carrière totaal | Carrière totaal | Carrière totaal    | 26         | 2          | 3     | 2     | 0              | 0              | 0      | 0      | 29     | 4      |